# Rami Hietaniemi
Rami Antero Hietaniemi (Perho, 28 de diciembre de 1982) es un deportista finlandés que compite en lucha grecorromana. Ganó una medalla de bronce en el Campeonato Mundial de Lucha de 2011 y una medalla de plata en el Campeonato Europeo de Lucha de 2014.

## Palmarés internacional
| Campeonato Mundial | Campeonato Mundial | Campeonato Mundial | Campeonato Mundial |
| Año                | Lugar              | Medalla            | Categoría          |
| ------------------ | ------------------ | ------------------ | ------------------ |
| 2011               | Estambul (Turquía) | Medalla de bronce  | 84 kg              |
| Campeonato Europeo |                    |                    |                    |
| Año                | Lugar              | Medalla            | Categoría          |
| 2014               | Vantaa (Finlandia) | Medalla de plata   | 85 kg              |